# X-bunden arv
X-bunden arv er nedarvning af egenskaber, som er placeret på X-kromosomet. 
Farveblindhed og blødersygdommen hæmofili er eksempler på X-bunden arv.